# Ryszard Andrzejak
Ryszard Walenty Andrzejak (ur. 25 października 1950 w Oleśnicy) – lekarz, profesor zwyczajny nauk medycznych specjalizujący się w chorobach wewnętrznych. Były rektor Akademii Medycznej we Wrocławiu. Kierownik Katedry i Kliniki Chorób Wewnętrznych, Zawodowych i Nadciśnienia Tętniczego Akademii Medycznej we Wrocławiu.

## Praca naukowa
W latach 1999-2005 prorektor ds. klinicznych Akademii Medycznej we Wrocławiu. Na tej uczelni otrzymał dyplom w 1974, a pięć lat później tytuł doktora. Od 1993 roku doktor habilitowany. Kierował Katedrą i Kliniką Chorób Wewnętrznych i Zawodowych (1996) Od 1997 profesor nadzwyczajny, pięć lat później profesor zwyczajny. Promotor piętnastu prac doktorskich i dwóch habilitacyjnych. Opublikował 213 prac, z czego 61 za granicą.

## Oskarżenie o plagiat
W 2008 roku uczelniana Solidarność 80 zarzuciła Ryszardowi Andrzejakowi popełnienie plagiatu rozprawy habilitacyjnej. Miał on przepisać dużą część swojej pracy z tekstów prof. Witolda Zatońskiego i dr hab. Jolanty Antonowicz-Juchniewicz. W 2008 roku Centralna Komisja do Spraw Stopni i Tytułów nakazała wznowienie procedury habilitacyjnej i powołanie trzech recenzentów do ponownej oceny pracy. Ponieważ uczelnia odwlekała zbadanie sprawy swojego rektora, nie powołując trzeciego recenzenta, we wrześniu 2010 r. komisja odebrała wydziałowi lekarskiemu na trzy lata uprawnienia do nadawania habilitacji i prowadzenia procedur profesorskich. Na polecenie Ministerstwa Zdrowia sprawa plagiatu była rozpatrywana przez Radę Wydziału Lekarskiego Collegium Medicum Uniwersytetu Jagiellońskiego w Krakowie. 17 listopada 2011 roku Rada uznała Ryszarda Andrzejaka za winnego popełnienia plagiatu.

## Próby odwołania ze stanowiska rektora i dymisja
27 października 2010 r. minister zdrowia Ewa Kopacz zawiesiła Andrzejaka w pełnieniu funkcji rektora i złożyła wniosek o odwołanie go ze stanowiska na podstawie jednoznacznej opinii Zespołu ds. Etyki w Nauce przy Ministerstwie Nauki i Szkolnictwa Wyższego. 5 listopada Senat uczelni wniosek poparł stosunkiem głosów 18:11 przy czterech głosach wstrzymujących się. Rozstrzygnięcie miało nastąpić na zebraniu Kolegium Elektorów uczelni, które odbyło się 28 listopada 2010; tam jednak wniosek o odwołanie Andrzejaka przepadł. Do odwołania potrzebna jest zgoda 75% elektorów, czyli 44 osób, podczas gdy za jego usunięciem zagłosowało 37 osób (19 przeciw, 2 wstrzymały się od głosu). Zarówno sam zainteresowany, jak i p.o. rektora prof. Marek Ziętek uznali wynik za wiążący. 29 listopada Ministerstwo Zdrowia uznało jednak, że głosowanie nie było ważne, ponieważ statutowy skład kolegium liczy 112 osób, a do głosowania wymagana jest obecność co najmniej dwóch trzecich tego składu (77). Podtrzymana została więc decyzja o zawieszeniu Andrzejaka w pełnieniu funkcji do czasu uzupełnienia kolegium. Kolejne głosowanie odbyło się po wyborach uzupełniających do Uczelnianego Kolegium Elektorów. W jego skład weszło 95 elektorów, ponieważ nie udało się obsadzić wszystkich miejsc w Kolegium. W głosowaniu wniosek o odwołanie poparło 67 elektorów, jeden się wstrzymał, jeden głos był nieważny. Wymagana do odwołania większość wynosiła 71 głosów. Po kolejnym głosowaniu rektor ogłosił, że od 12 marca będzie przebywać na urlopie aż do czasu wyjaśnienia kwestii plagiatu. Na zastępcę na czas nieobecności wyznaczył prof. Jerzego Rudnickiego, prorektora ds. klinicznych. Wywołało to niezadowolenie wśród części kadry, ponieważ zgodnie ze statutem uczelni zastępcą automatycznie zostać powinien prof. Marek Ziętek, prorektor ds. nauki. Część elektorów rozpoczęła zbieranie głosów pod wnioskiem o ponowne głosowanie nad odwołaniem rektora. Głosowanie było planowane w marcu. Konflikt w kolegium rektorskim narastał ponieważ Ministerstwo Zdrowia nakazało przekazanie obowiązków Markowi Ziętkowi, który był nieprzychylny dalszemu pozostawaniu na stanowisku przez Andrzejaka. Powstała przy tym sytuacja patowa, gdyż pomimo zapewnień Rektor nie udał się oficjalnie na urlop ani nie złożył odpowiednich pełnomocnictw dla pełniącego obowiązki. Sytuacja na uczelni była o tyle skomplikowana, że nie było osoby odpowiedzialnej za podejmowane kluczowe dla Akademii decyzje, w związku z czym uchwały z apelem do rektora i jego zastępców o podanie się do dymisji przyjęły trzy wydziały: Lekarski, Lekarski Kształcenia Podyplomowego oraz Nauk o Zdrowiu. Do złożenia rezygnacji namawiano rektora także podczas obrad senatu z udziałem wiceministra zdrowia Andrzeja Włodarczyka. W konflikt po raz kolejny włączyło się Ministerstwo wymuszając podczas negocjacji ustąpienie prof. Andrzejaka ze stanowiska, ale także złożenie przez prorektora Ziętka dymisji oraz deklaracji, że nie będzie startował w wyborach na rektora Akademii Medycznej. Ostatecznie 21 kwietnia 2011 Ryszard Andrzejak wyraził gotowość podania się do dymisji, a 22 kwietnia 2011 Marek Ziętek złożył rezygnację z pełnienia funkcji prorektora ds. nauki.

## Wybrane nagrody
- 1979: Indywidualna nagroda I stopnia Rektora Akademii Medycznej we Wrocławiu za ważne i twórcze osiągnięcia w pracy dydaktycznej i organizacyjnej
- 1990: Nagroda Zespołowa Drugiego Stopnia Ministra Edukacji Narodowej z tytułu osiągnięć naukowych
- 1990: Nagroda Zespołowa Drugiego Stopnia Ministra Edukacji Narodowej z tytułu osiągnięć naukowych
- 1994: Nagroda Ministra Zdrowia i Opieki Społecznej za pracę habilitacyjną
- 2000: Medal 50-lecia Akademii Medycznej z okazji Jubileuszu 50-lecia Uczelni
- 2001: Nagroda Indywidualna I stopnia Rektora Akademii Medycznej we Wrocławiu
- 2001: Krzyż Kawalerski Orderu Odrodzenia Polski[16]
- 2002: Powołanie do Kolegium Redakcyjnego "Advances in clinical and experimental medicine"